# Brachinus cyanochroaticus
Brachinus cyanochroaticus är en skalbaggsart som beskrevs av Terry Erwin. Brachinus cyanochroaticus ingår i släktet Brachinus och familjen jordlöpare. Inga underarter finns listade i Catalogue of Life.